# NetKar Pro
netKar Pro (spesso abbreviato in nKPro) è un simulatore di guida in multiplayer pubblicato nel 2006 per Windows.
Gli sviluppatori Kunos Simulazioni affermano che la filosofia del progetto è quella di una simulazione pura, e che questo si riscontra in caratteristiche come la modellazione avanzata degli pneumatici, che possono quindi sporcarsi, logorarsi e spiattellarsi con conseguenze visive e di maneggevolezza della vettura; tra le altre caratteristiche in tal senso si segnala la presenza di un abitacolo totalmente interattivo, che permette di interagire con la strumentazione di bordo, tra cui il sistema di avviamento; tale caratteristica è insolita nei software di guida, e proviene infatti dall'ambito dei simulatori di volo.

## Modalità di gioco
Caratteristiche della simulazione:
- Simulazione avanzata degli pneumatici
- Modello di gestione dell'aerodinamica avanzato
- Strumentazione ufficiale di telemetria AIM
- Abitacolo interattivo
- Engine sonoro generativo integrato con la simulazione delle parti meccaniche
- Grafica funzionale alla simulazione
- Variazioni climatiche

Le piste "ufficiali" sono fittizie (Aosta, Crema, Prato e Aviano), ad eccezione della Trento-Bondone. Molte di esse hanno più di una configurazione. La comunità online di netKar Pro ha distribuito circuiti, riprodotti da zero, come Il Mugello, Monza e Imola.
È anche possibile aggiungere tracciati esterni famosi ricavati da altri videogiochi (come Brno, Sepang ecc), anche se per ragioni di Copyright è necessario il possesso dei supporti ottici dei videogiochi dal quale sono ricavate (generalmente GT Legends e GTR2).

## Sviluppo
nKPro ha la sua origine nel progetto freeware netKar, sviluppato dal novembre 2001 al 2003 da Stefano Casillo, senza fini commerciali. netKar attirò l'attenzione delle comunità online di appassionati di simulazioni di guida, perché pur avendo molte limitazioni nella grafica e nel multiplayer, offriva un modello fisico sofisticato e divertente da guidare.
Affinché il progetto freeware e sviluppato nel tempo libero di netKar potesse evolversi in un prodotto commerciale quale netKar Pro, è stato necessario reperire risorse finanziarie pianificando un ingresso nel mercato.
Casillo ha anche avviato nel 2008 un altro progetto, dedicato alle due ruote, chiamato netBike. In seguito però, a causa di diverse considerazioni (tra cui la mancanza di un vero e proprio sistema di guida dedicato alle moto), decise di sospenderne lo sviluppo. Netbike è comunque disponibile al download, alla sua versione Beta 002.
Il progetto è frutto anche della collaborazione con aziende quali Sparco (design di volanti, tute e caschi), AIM Sportline (sistemi AIM per display sul volante, acquisizione dei dati e telemetria, di cui netKar Pro include riproduzioni complete), Cooper/AVON Tyres (pneumatici), Brembo (sistemi di frenata), Beta Tools (attrezzi dei meccanici); e delle consulenze della team di Formula 3 Target Racing, dell'ingegnere di gara Andrea Quintarelli e del pilota Riccardo Azzoli (Formula Gloria, Formula Renault e Formula 3).
Il simulatore ha fatto il suo debutto pubblico alla fiera di Lanciano, dal 24 al 26 febbraio 2006 ed è stato messo in commercio a partire dall'11 aprile 2006.
La versione attuale è la 1.3, distribuita nel dicembre 2010, che ha avuto altre migliorie e bug fixes nel febbraio 2011. La 1.3 ha molte novità rispetto alla 1.2: la modalità in multiplayer (disponibile anche nella versione demo) è migliorata, come anche la fluidità del gioco e la fisica delle vetture (soprattutto gli scontri tra vetture) e numerosi altri bug riscontrati sono stati eliminati. Ma i più grandi cambiamenti sono nei modelli matematici degli pneumatici e dall'aggiunta delle variazioni delle condizioni meteorologiche, regolabili e con diverse condizioni intermedie.

## Vetture disponibili v1.3

### F1600, F1800 e F2000
La F1600 e la F1800 sono ispirate alla Formula Ford, mentre la F2000 alla Formula Renault. La F1600 è l'unica disponibile nella versione gratuita di NetKar. Con la versione 1.1 la F1600 è equipaggiata da gomme scanalate e non slick, in quanto Stefano Casillo giudicò la 1600 poco performante per l'utilizzo delle slick. Hanno tutte e tre trazione posteriore.

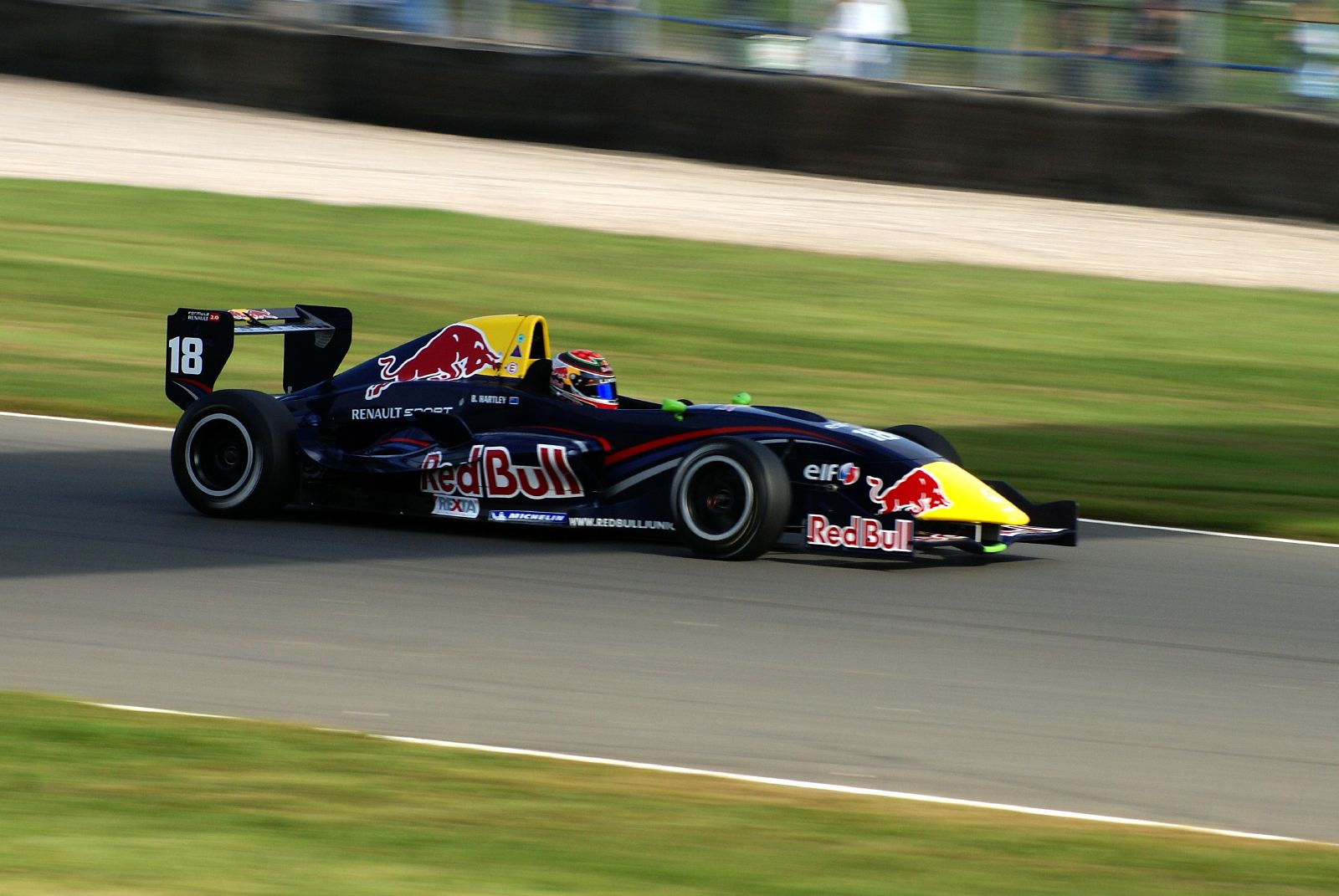
La Formula Renault 2000cc di cilindrata, dal quale è derivata la F2000

| Specifiche F1600   |                 |
| ------------------ | --------------- |
| Motore             | 1600cc 4Cl      |
| Potenza            | 115 bhp 5000rpm |
| Peso               | 450 kg          |
| Distribuzione Pesi | 44% anteriore   |

| Specifiche F1800   |                 |
| ------------------ | --------------- |
| Motore             | 1800cc 4Cl      |
| Potenza            | 142 bhp@5800rpm |
| Peso               | 460 kg          |
| Distribuzione Pesi | 43% anteriore   |

| Specifiche F2000   |                 |
| ------------------ | --------------- |
| Motore             | 2000cc 4Cl      |
| Potenza            | 193 bhp@6500rpm |
| Peso               | 565 kg          |
| Distribuzione Pesi | 45% anteriore   |

### F.Target

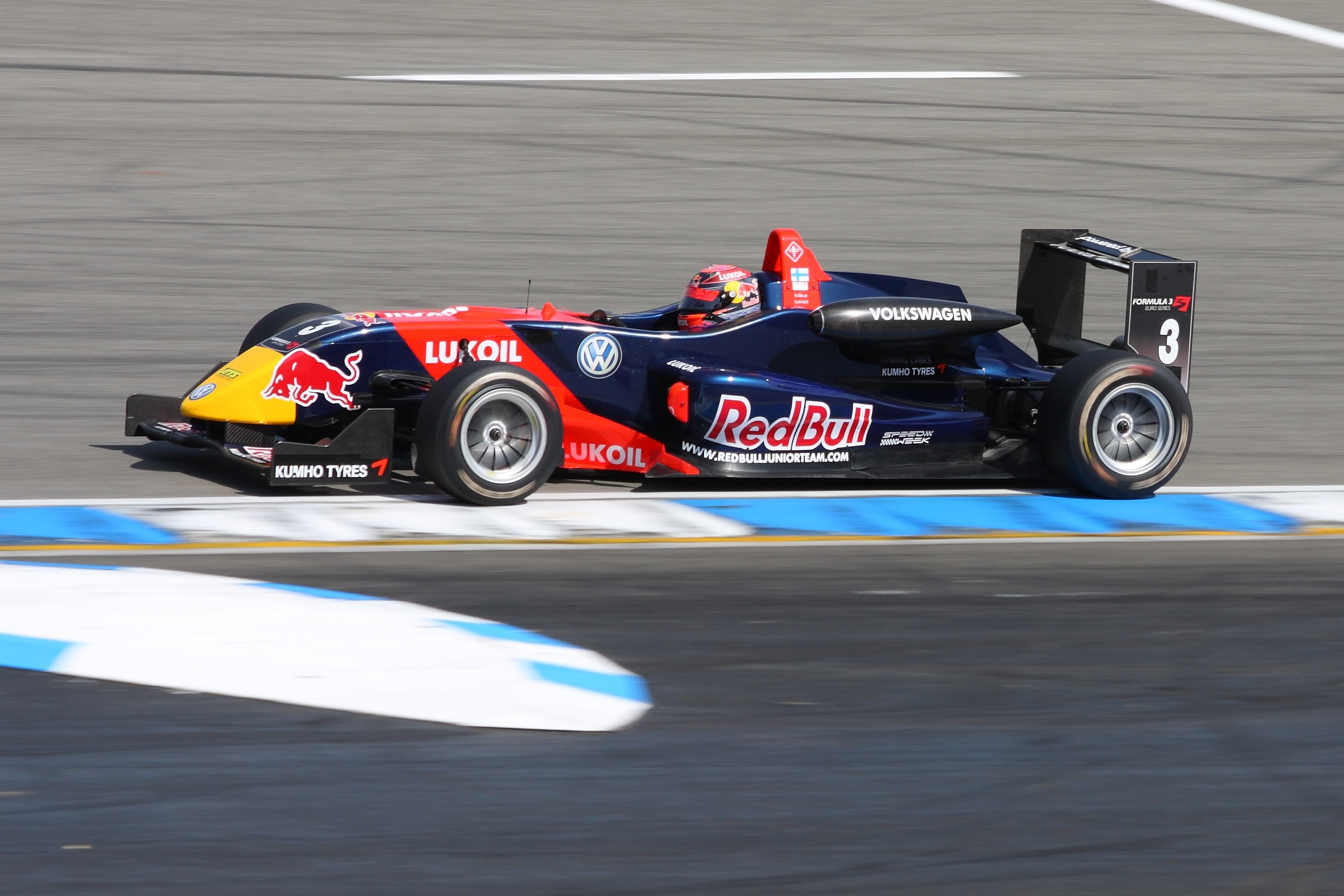
Una Formula 3 Euro Series in azione nel 2009

Vettura sviluppata in collaborazione del Target Racing Team che corre in Formula 3. Della stessa cilindrata della F.2000, ma più potente e leggera.
| Specifiche         |                 |
| ------------------ | --------------- |
| Motore             | 2000cc 4Cl      |
| Potenza            | 230 bhp@5600rpm |
| Peso               | 550 kg          |
| Distribuzione Pesi | 41% anteriore   |

### F.KS2

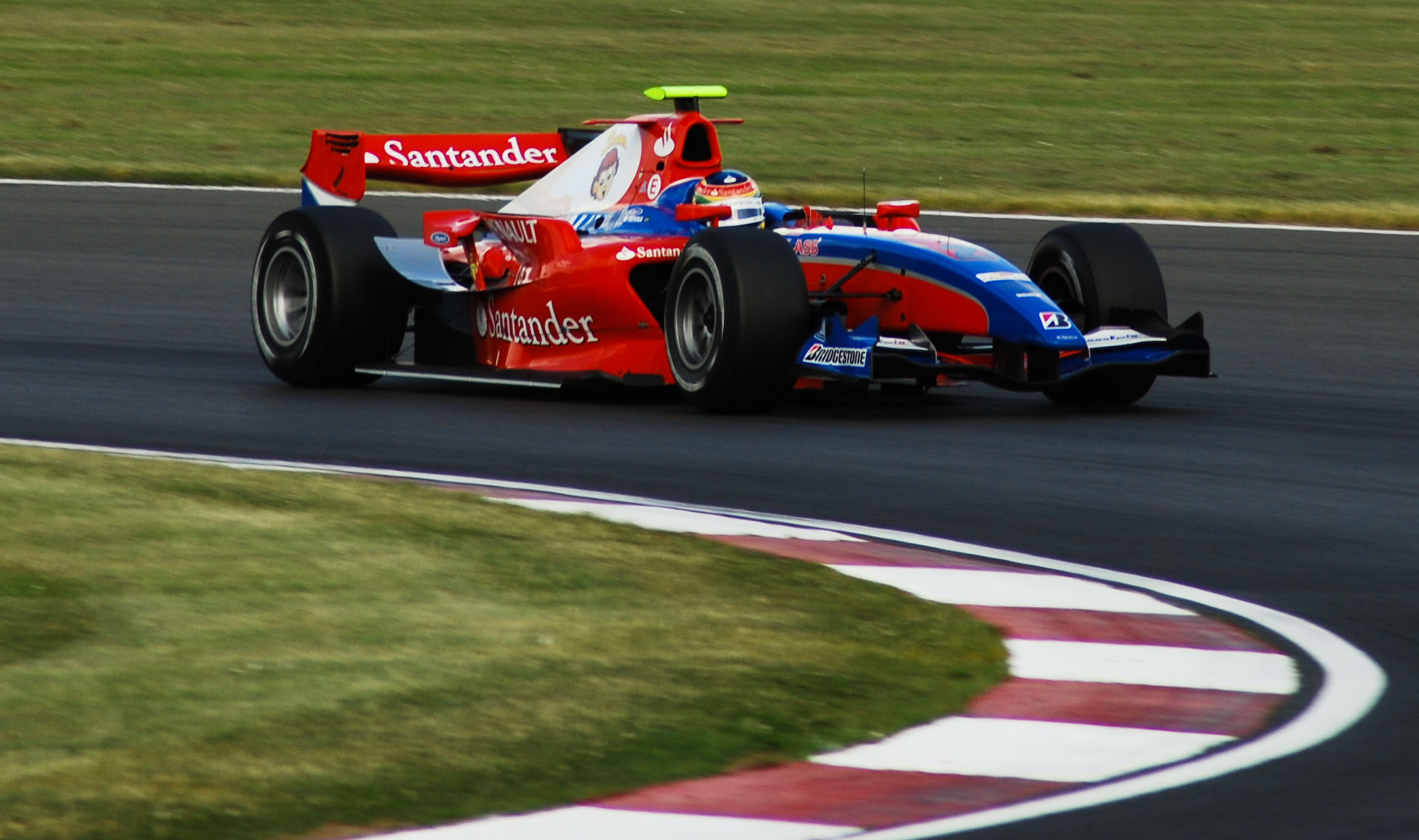
Una Formula GP2 a Silverstone

È attualmente la vettura a ruote scoperte più potente in NetKar Pro. Ispirata alla Formula GP2.
| Specifiche         |                   |
| ------------------ | ----------------- |
| Motore             | 4000cc 8Cl        |
| Potenza            | 585 bhp@10.000rpm |
| Peso               | 680 kg            |
| Distribuzione Pesi | 46% anteriore     |

### 500 Abarth Assetto Corse

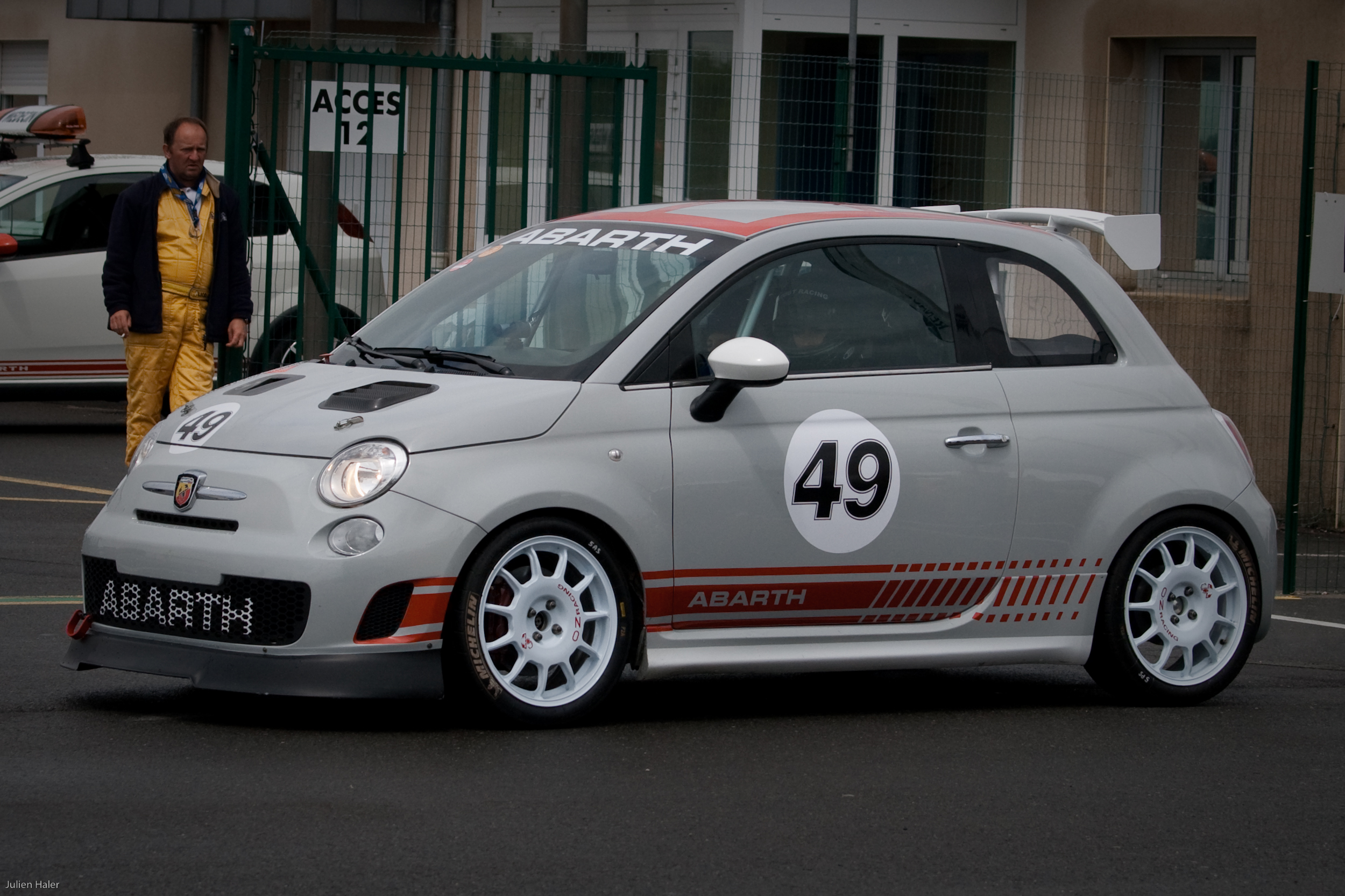
La Abarth 500 Assetto Corse

È nata in collaborazione con Fiat e Abarth. Ha trazione anteriore.
| Specifiche         |                 |
| ------------------ | --------------- |
| Motore             | 1368cc 4Cl      |
| Potenza            | 190 bhp@5250rpm |
| Peso               | 970 kg          |
| Distribuzione Pesi | 64% anteriore   |

### Osella PA-21S

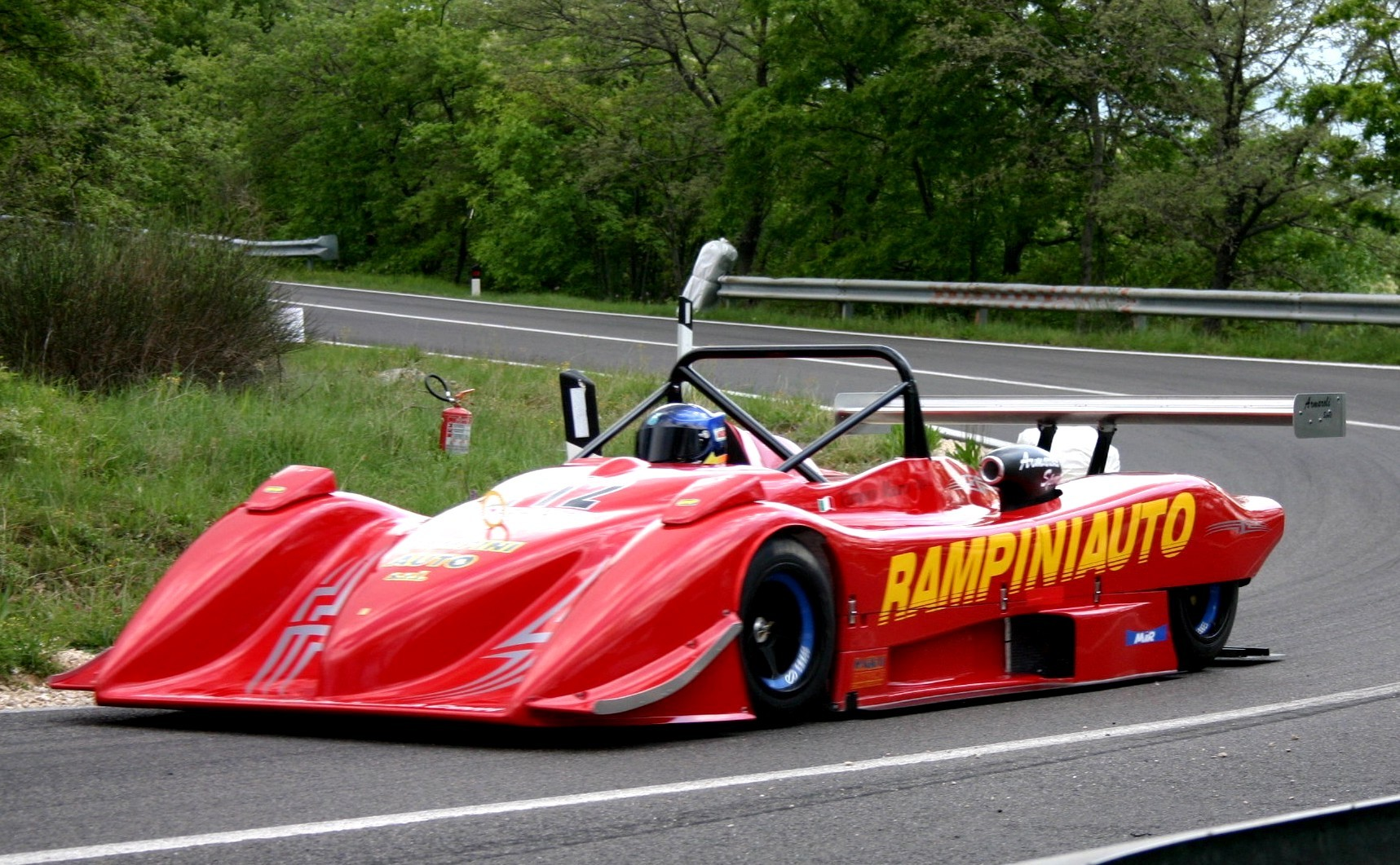
Osella PA 20 S BMW, una vettura da Hillclimb simile a quella nel simulatore

Ispirata alle HillClimb, che in Italia corrono nel Campionato Italiano Velocità Montagna.
| Specifiche         |                 |
| ------------------ | --------------- |
| Motore             | 2000cc 4Cl      |
| Potenza            | 247 bhp@8500rpm |
| Peso               | 605 kg          |
| Distribuzione Pesi | 44% anteriore   |

### Vintage

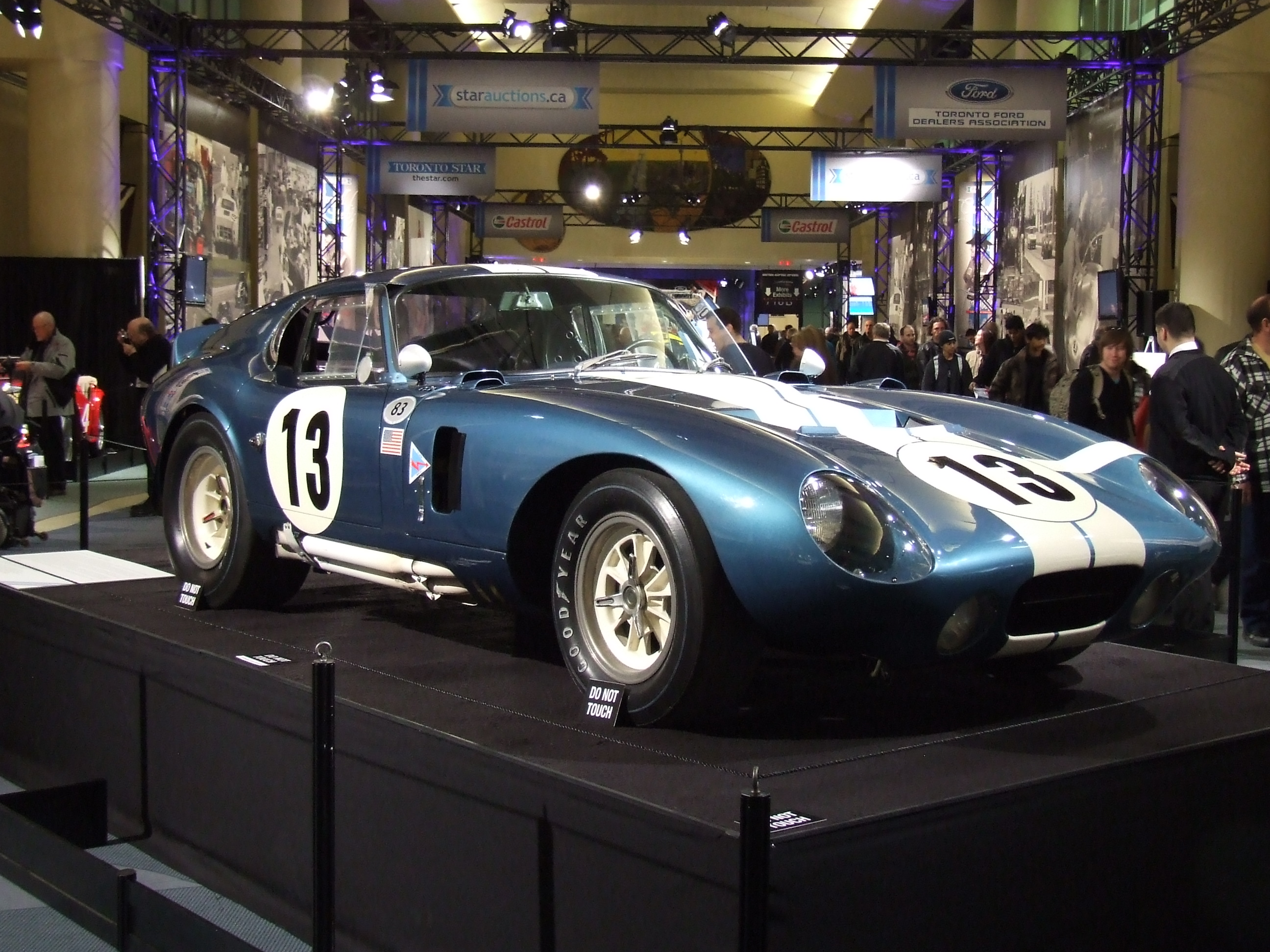
La Shelby Daytona del 1964

Ispirata alla leggendaria Shelby Daytona. Sono presenti due versioni: la Vintage e la Vintage Replica GP, che ha gomme slick al posteriore. Ovviamente, ha trazione posteriore.
| Specifiche         |                 |
| ------------------ | --------------- |
| Motore             | 4700cc 8Cl      |
| Potenza            | 362 bhp@6000rpm |
| Peso               | 1120 kg         |
| Distribuzione Pesi | 47% anteriore   |